# Dariusz Chlebek
Dariusz Chlebek est un céiste polonais pratiquant le slalom.

## Palmarès

### Championnats d'Europe de canoë-kayak slalom
- 2009 à Nottingham, (Royaume-Uni)
  -  Médaille de bronze en C2 par équipe
- 2010 à Čunovo, (Slovaquie)
  -  Médaille d'argent en C2 par équipe
- 2013 à Cracovie (Pologne)
  -  Médaille d'argent en C2 par équipe